# 华山松

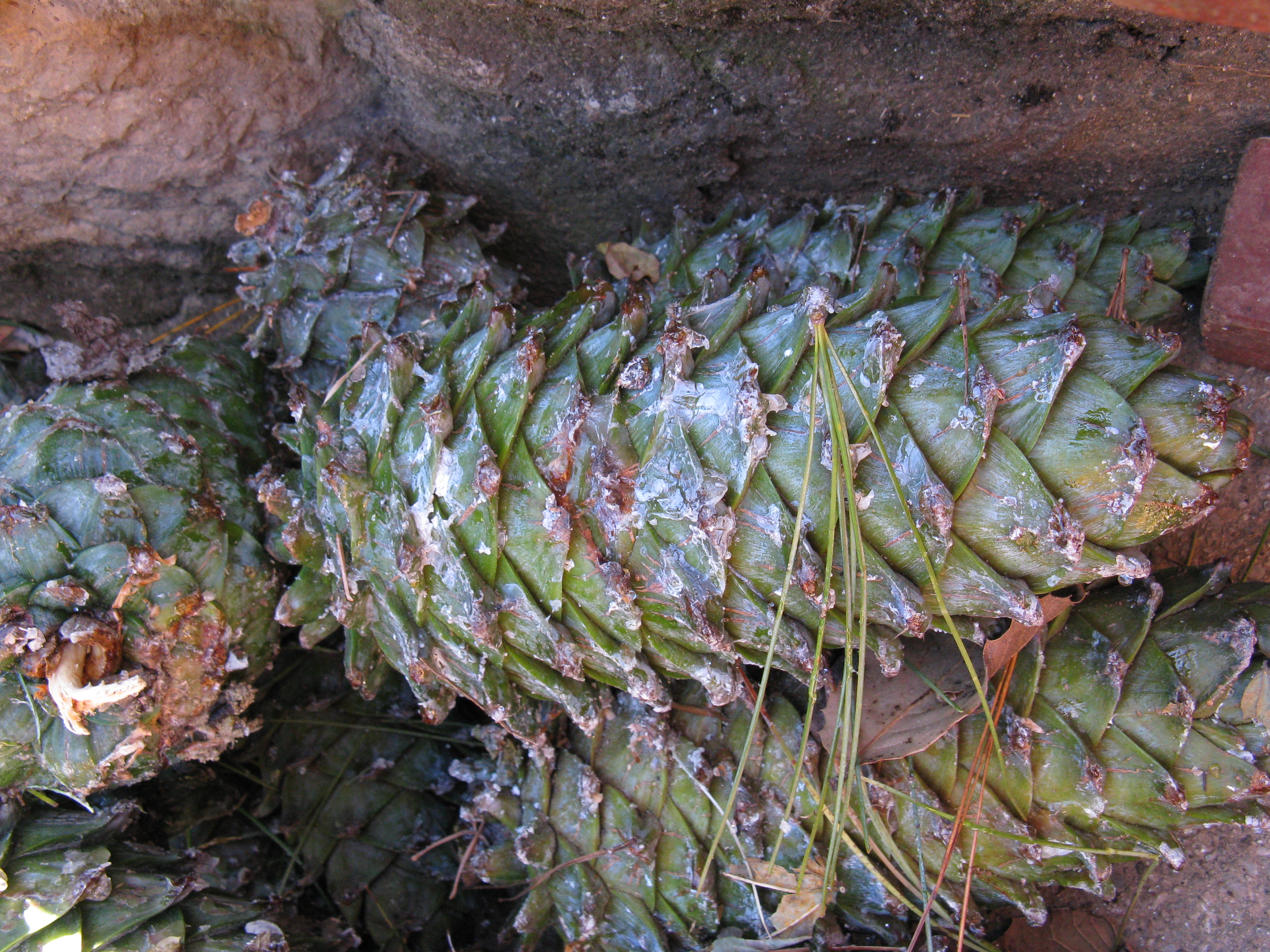
松毬果

华山松（学名：Pinus armandii），又名白松、五鬚松，是一种松科松属植物。生长于海拔1700～3300米的山地。

## 形态
常绿乔木，高可达35米，小枝无毛。叶5针一束，长8-15厘米，较柔软；圆锥状长卵形球果，长10-20厘米，成熟时种鳞张开，种子脱落；倒卵形种子，褐色至黑褐色，长1.8厘米，无翅。

## 分布
华山松是中国特有的树种，分布的地点东至河南，南至云南和贵州，最西到甘肃南部，最北可至山西沁源。

## 用途
木材可以做建筑木材和铁轨的枕木，种子可以食用。也可以种来观赏。
藥用鎮靜、解熱、鎮痛、抗炎；性味苦溫，祛風燥濕，殺蟲止癢。

## 外部連結
- 華山松 Huashansong （页面存档备份，存于） 藥用植物圖像資料庫 (香港浸會大學中醫藥學院) （繁體中文）（英文）
- 图片 （页面存档备份，存于）